# Георгій Афонський
Георгій Афонський (груз. გიორგი მთაწმინდელი) — грузинський монах, автор духовних творів, перекладач.
Освіту здобув у Константинопольській вищій школі.
Переклав ряд книг Біблії на грузинську мову. Фактично, був сполучною ланкою між Грузією і Візантією. Іменування «Мтацмінделі» (від «Свята Гора») і «Атонелі» (від Афон) вказують на його приналежність афонському Іверському монастирю, де він був настоятелем. Один з найшанованіших грузинських святих.